# Kriegerdenkmal Loitsche

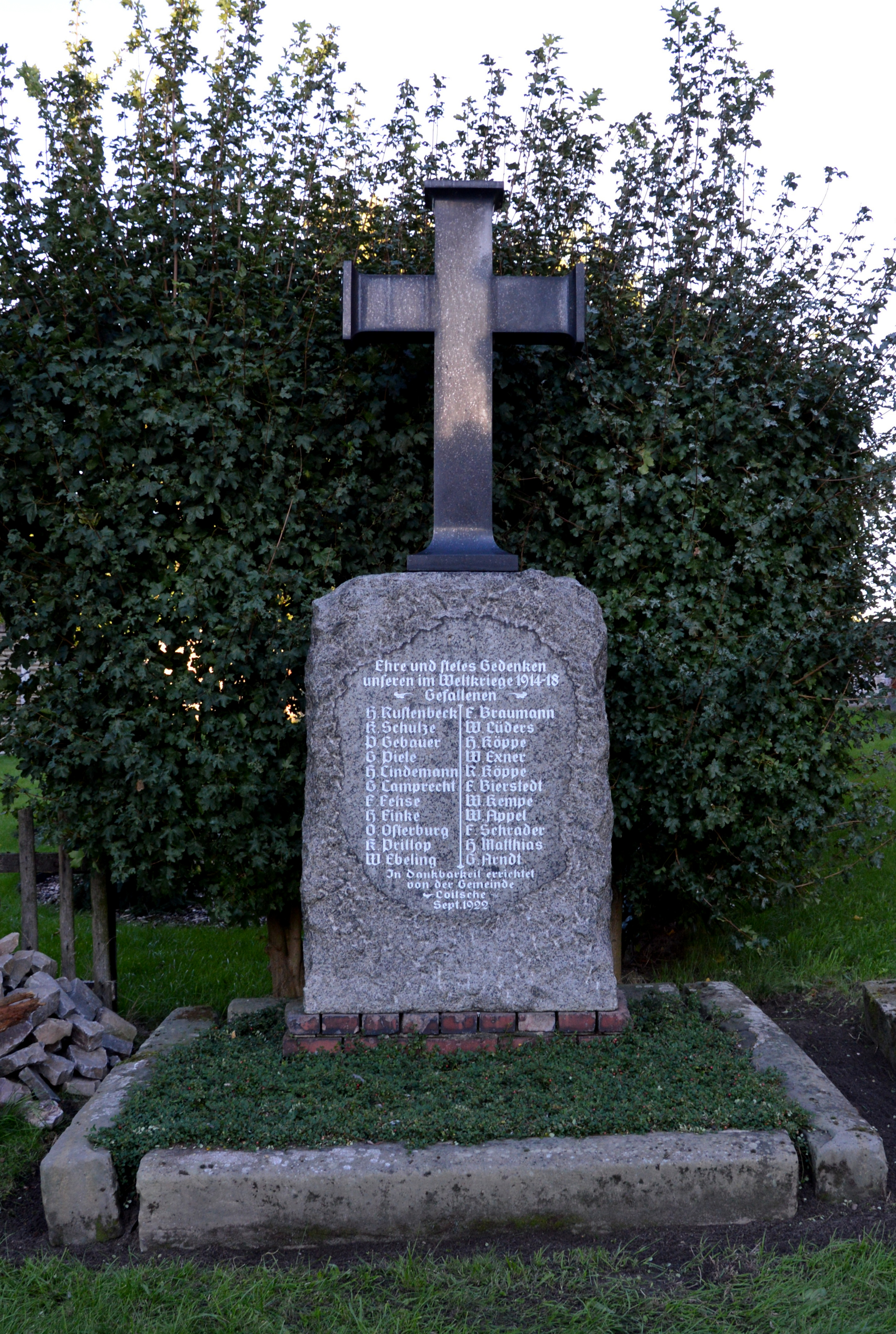
Kriegerdenkmal Loitsche

Das Kriegerdenkmal Loitsche ist ein denkmalgeschütztes Kriegerdenkmal in der Gemeinde Loitsche-Heinrichsberg in Sachsen-Anhalt.

## Lage
Es befindet sich im Ortsteil Loitsche nördlich der evangelischen Dorfkirche Loitsche. Im örtlichen Denkmalverzeichnis ist es unter der Erfassungsnummer 094 75056 als Baudenkmal eingetragen.

## Gestaltung und Geschichte
Das im September 1922 errichtete steinerne Kreuz steht auf einem mit einer Inschrift versehenen Sockel. Es erinnert an die Gefallenen des Ersten Weltkriegs. Unter der Inschrift Ehre und stetes Gedenken unseren im Weltkriege 1914-18 Gefallenen stehen die Namen von 22 gefallenen Loitschern. Darunter befindet sich als weitere Inschrift In Dankbarkeit errichtet von der Gemeinde Loitsche Sept. 1922.